# Sudatorium
El sudatorium (del llatí sudare 'suar') era una sala que hi havia a les termes romanes de la que en parla Vitruvi. Eren sales on s'hi anava a suar, comparables amb els banys turcs. A les termes, a més del sudatorium, que era una sauna humida, hi havia el laconicum o sauna seca.
Vitruvi l'anomena concamerata sudatio i diu que per tal d'aconseguir la calor necessària, les parets estaven revestides amb tubs verticals de terracota de secció rectangular que transportaven el vapor, col·locats un al costat de l'altre, i l'aire calent, després d'escalfar l'habitació, sortia a l'exterior per un forat de la coberta.